# Mike de Albuquerque
Mike de Albuquerque (Londra, 24 giugno 1947) è un bassista britannico.

## Biografia
Nel 1971, in collaborazione con il percussionista Frank Ricotti, Albuquerque pubblicò l'album jazz-rock First Wind. 
Sotto il nome di "Ricotti and Albuquerque", la band comprendeva Albuquerque alla chitarra e alla voce e Ricotti al vibrafono, sassofono contralto e percussioni, con Trevor Tomkins alla batteria, Chris Lawrence al basso elettrico e acustico e John Taylor al piano elettrico, integrato da Michael Keen alla tromba.
Tra il 1972 e il 1974 è stato il bassista dell'Electric Light Orchestra; Ha lasciato la band per motivi familiari, ed è stato sostituito da Kelly Groucutt. Ha pubblicato due album di rock progressivo da solista, We May Be Cattle But We've All Got Names (1973) e Stalking The Sleeper (1976). I suoi contributi registrati per ELO sono stati ELO 2, On the Third Day, The Night the Light Went On in Long Beach e alcuni di Eldorado. La sua canzone "My Darling Girl" è stata registrata da Tim Hardin per il suo ultimo album, Nine, nel 1973.

## Discografia

### Solista
- First Wind, 1971
- We May Be Cattle But We've All Got Names, 1973
- Stalking the Sleeper, 1976

### Con la Electric Light Orchestra
- 1973 - ELO II
- 1973 - On the Third Day
- 1974 - Eldorado